# Gărnea, Gabrovo
Gărnea (în bulgară Гърня) este un sat în comuna Dreanovo, regiunea Gabrovo,  Bulgaria. 

## Demografie
Componența etnică a satului Gărnea
     Nicio identificare (100%)
     Altele (0%)
La recensământul din 2011, populația satului Gărnea era de 3 locuitori. . Pentru 100,0% din locuitori nu este cunoscută apartenența etnică.